# Holcocephala macula
Holcocephala macula är en tvåvingeart som först beskrevs av Camillo Rondani 1848.  Holcocephala macula ingår i släktet Holcocephala och familjen rovflugor. Inga underarter finns listade i Catalogue of Life.